# Euclid (télescope spatial)
Pour les articles homonymes, voir Euclide (homonymie).
Euclid est un télescope spatial de l'Agence spatiale européenne (ESA) dont les observations doivent contribuer à déterminer l'origine de l'accélération de l'expansion de l'Univers et la nature de sa source, appelée génériquement énergie sombre. La mission repose sur des mesures du cisaillement gravitationnel et la détermination par spectroscopie de la distance des galaxies concernées.
Pour collecter les données nécessaires à l'atteinte de ces objectifs, Euclid dispose d'un télescope qui observe les galaxies en lumière visible et dans le proche infrarouge. La lumière collectée par son miroir primaire de 1,2 mètre de diamètre est analysée par l'imageur VIS observant en lumière visible et par le spectro-imageur infrarouge NISP. Les observations, qui portent sur une grande partie du ciel (15 000 deg2), doivent permettre de déterminer la forme et le décalage vers le rouge des galaxies et groupes de galaxies. Les caractéristiques du télescope lui permettent de remonter de dix milliards d'années dans le temps et ainsi de couvrir la période où l'énergie sombre a joué un rôle significatif dans l'accélération de l'expansion de l'Univers.
Euclid est la deuxième mission de taille moyenne du programme scientifique Cosmic Vision de l'Agence spatiale européenne. Son développement a été confié à Airbus Toulouse pour la charge utile, à Thales Turin pour la plateforme et au consortium Euclid, rassemblant de nombreux laboratoires européens, pour l'instrumentation et l'exploitation des données recueillies. La mission a été sélectionnée en 2011. Euclid a été lancé le 1er juillet 2023 par une fusée Falcon 9. Il est en orbite autour du point de Lagrange L2 du système Terre-Soleil. La mission primaire a une durée prévue de sept ans.

## Contexte
Au cours des dernières décennies, notre compréhension de la structure de l'Univers a fortement évolué. Les astrophysiciens ont découvert qu'une partie prépondérante de la matière était invisible (la matière noire). Ils ont également découvert que l'Univers s'agrandissait avec une vitesse croissante attribuée, à défaut d'une modification des lois de la gravitation, à l'influence d'un facteur baptisé énergie sombre. Ces deux composants ne peuvent être observés directement, mais leur présence peut être déduite de leur effet sur l'Univers observable. Plusieurs méthodes destinées à révéler leurs caractéristiques ont été mises au point au cours des années écoulées. L'une des plus efficaces est la lentille gravitationnelle faible. Cette méthode consiste à mesurer la déformation de la forme des galaxies sous l'effet de la lentille gravitationnelle des matières visible et noire présentes entre la Terre et ces galaxies. Le degré de distorsion permet de déduire comment se répartit la matière noire, en soustrayant l'effet de la matière observable. Par ailleurs, en mesurant le décalage vers le rouge des galaxies en arrière-plan (reflet de l'âge de l'image des galaxies), on peut estimer comment le phénomène de distorsion a évolué dans le temps. L'avantage de cette méthode est qu'elle constitue un moyen de mesure direct qui ne dépend pas d'hypothèses concernant la distribution de la matière visible et de la matière noire. C'est cette méthode que la mission Euclid met en œuvre.

## Historique du projet
Les premiers travaux au sein de l'Agence spatiale européenne sur une mission spatiale destinée à étudier l'énergie sombre débutent en 2008. Le télescope spatial Euclid est choisi en 2011 dans le cadre du programme scientifique Cosmic Vision. La construction de l'engin spatial débute en 2015. Elle est confiée au consortium de laboratoires Euclid (instruments), à l'établissement de Turin de Thales Alenia Space (plateforme) et à l'établissement de Toulouse de la société Airbus Defence and Space (intégration de la charge utile). L'ensemble des tests d'intégration s'achève en 2023. 

### Définition du cahier des charges
En mai 2008, le Concept Advisory Team de l'Agence spatiale européenne (ESA) définit les caractéristiques d'une mission spatiale destinée à l'étude de l'énergie sombre. Les méthodes de détection envisagées font au préalable l'objet de longs débats et de simulations et études approfondies, car leur efficacité n'est initialement pas évidente. La mission est baptisée Euclid, en référence à Euclide, un mathématicien grec considéré comme le père de la géométrie. Le projet Euclid prend la suite de la mission européenne Planck. Cette dernière a dressé la carte de la structure de l'Univers primordial (décalage vers le rouge de 1 100 environ) tandis qu'Euclid vise à cartographier l'évolution des structures de l'Univers entre la période identifiée par un décalage vers le rouge de 2 jusqu'à maintenant. Euclid analyse la matière visible et la matière noire agrégées et réparties pour en déduire le taux d'expansion de l'Univers à différentes époques.

### Sélection de la mission
Euclid est proposé comme deuxième mission de classe moyenne (M2) du programme scientifique Cosmic Vision (2015-2025) de l'ESA. Ces missions disposent d'un budget de l'agence plafonné à environ 500 millions € et Euclid tient tout juste dans ce plafond. La mission est choisie en octobre 2011 avec Solar Orbiter, au terme d'un parcours de sélection débuté au cours de l'été 2007 qui l'opposait en finale à PLATO. Son lancement est planifié en 2023. En juin 2012, l'Agence spatiale européenne confie au consortium Euclid la responsabilité de la mission, de la restitution des données produites et du développement des deux instruments scientifiques. Le consortium rassemble près de 1 000 scientifiques et une centaine de laboratoires de recherche. Mi 2013 l'ESA sélectionne l'établissement italien (Turin) de Thales Alenia Space pour la construction du satellite tandis que la fabrication du module dans lequel est intégrée la charge utile d'Euclid (télescope et instruments) est confiée à l'établissement de Toulouse de la société Airbus Defence and Space. La NASA est également un contributeur du projet : elle fournit les 20 détecteurs du photomètre fonctionnant en proche infrarouge NISP, car elle seule maîtrise la technologie associée, en échange de la participation de 40 scientifiques américains à la mission,. Le développement de l'imageur est confié à un ensemble d'instituts de recherche menés par le Laboratoire de science spatiale Mullard (Royaume-Uni), tandis que le spectrographe est réalisé sous la direction du Laboratoire d'astrophysique de Marseille (LAM).

### Construction du télescope spatial
En décembre 2015, la construction du modèle de vol d'Euclid est lancée à la suite de la conclusion positive de la revue de définition préliminaire qui s'est déroulée au cours de l'automne. Les miroirs et les détecteurs sont achevés en 2017 et 2018. La revue critique de conception qui a lieu en décembre 2018 donne le feu vert pour le lancement de l'assemblage final. Les instruments NISP et VIS sont livrés respectivement en juillet 2019 et un an plus tard à Airbus qui achève leur intégration en décembre 2020. La charge utile, comprenant télescope et instruments, est testée dans une chambre simulant le vide spatial pour permettre aux ingénieurs et scientifiques de comprendre comment utiliser l'instrument une fois celui-ci en orbite. Fin 2021, la charge utile quitte la France pour Turin en Italie afin d'y être assemblée avec le module de service. L'intégration des deux modules est réalisée en mars 2022. 
Euclid devait initialement être lancé en mars 2023 par une fusée Soyouz russe depuis la base de lancement de Kourou, piste abandonnée du fait de la suspension de la collaboration entre l'agence spatiale russe et Arianespace (conséquence de l'invasion de l'Ukraine par la Russie en février 2022). L'ESA, contrainte de trouver une solution de rechange, a un temps envisagé la nouvelle fusée européenne Ariane 6 dans sa version la moins puissante (Ariane 62),, mais à l'issue du conseil de l'ESA du 20 octobre 2022, Josef Aschbacher confirme qu'Euclid sera finalement lancé par une fusée Falcon 9 de SpaceX.
| Caractéristique         | Hubble                                                                         | Euclid                                                | Xuntian                                                                        | Nancy-Grace-Roman                                     |
| ----------------------- | ------------------------------------------------------------------------------ | ----------------------------------------------------- | ------------------------------------------------------------------------------ | ----------------------------------------------------- |
| Date de mise en service | 1990                                                                           | 2023                                                  | 2024                                                                           | vers 2027                                             |
| Longueurs d'onde        | Ultraviolet (200–400 nm) Visible (400–900 nm) Proche infrarouge (900–1 700 nm) | Visible (550–900 nm) Proche infrarouge (900–2 000 nm) | Ultraviolet (255–400 nm) Visible (400-900 nm) Proche infrarouge (900–1 700 nm) | Visible (600-900 nm) Proche infrarouge (900–2 000 nm) |
| Ouverture               | 2,4 m                                                                          | 1,2 m                                                 | 2 m                                                                            | 2,4 m                                                 |
| Résolution angulaire    | 0,1 seconde d'arc                                                              | > 0,2 seconde d'arc                                   | 0,15 seconde d'arc                                                             | > 0,2 seconde d'arc                                   |
| Champ de vue            | 0,17° x 0,17°                                                                  | 0,55° x 0,55°                                         | 1,1° x 1,1°                                                                    | 0,28° x 0,28°                                         |
| Optique                 | Ritchey-Chrétien                                                               | Korsch                                                | Korsch Hors axe                                                                | Système anastigmatique à trois miroirs                |

## Objectifs scientifiques et méthode de détection
Euclid va sonder l'histoire de l'expansion de l'Univers (dont on pense qu'elle est gouvernée par l'énergie sombre) et celle de la formation des structures cosmiques. Pour ce faire, il va mesurer la distribution de la matière noire et des galaxies dans l'Univers et la manière dont cette répartition a évolué depuis le Big Bang. Celle-ci pourrait s'expliquer assez simplement dans le cadre de l’actuelle théorie de la gravitation, la théorie de la relativité générale d'Einstein, dont les équations contiennent un terme, appelé constante cosmologique et noté Λ, simulant bien les effets de l'énergie sombre. Mais pour certains physiciens et astrophysiciens, il s'agirait d'une véritable énigme portant en elle une révolution pour la physique fondamentale, impliquant soit l'existence d'une interaction nouvelle, une sorte d'antigravitation, soit une modification de la relativité générale, soit les deux. L'exploration de la nature profonde de l'énergie sombre étant hors de portée de la mission Planck, Euclid est une mission cosmologique complémentaire s'inscrivant dans la continuité des grandes missions spatiales de la cosmologie contemporaine.
Les méthodes utilisées reposent sur des mesures du cisaillement gravitationnel et de la distance des galaxies par la spectroscopie. Le cisaillement gravitationnel est une conséquence de la déflexion des rayons lumineux engendrée par la présence de matière qui modifie localement la courbure de l'espace-temps : la lumière émise par les galaxies et, par conséquent, les images que nous obtenons, sont déformées par l’interaction gravitationnelle de la matière présente entre celles-ci et la Terre. Cette matière est composée pour une petite partie des galaxies visibles, situées sur le chemin de la lumière, mais est pour l'essentiel de la matière noire. En mesurant ces déformations, on peut localiser la matière noire, en évaluer la quantité et savoir comment elle se distribue dans l'Univers. La spectroscopie des galaxies permet de mesurer les décalages spectraux des galaxies, donc leurs vitesses de récession, et, par là, de déterminer leurs distances, au moyen de la loi de Hubble-Lemaître. On parvient ainsi à reconstruire la distribution tri-dimensionnelle des populations de galaxies dans l'Univers.
À partir de ces données, il est possible d'analyser simultanément les propriétés statistiques des distributions de la matière noire et des galaxies et d'en décrire l'évolution au cours du temps. Ce sont ces propriétés et leur évolution qui sont des signatures de la nature de l'énergie sombre. Mais les distinctions entre les différentes hypothèses sur la nature de l'énergie sombre qui s'affrontent sont si infimes que seuls des projets d'observations astronomiques de grande ampleur portant sur des mesures de très haute précision, comme celles prévues avec Euclid, peuvent apporter des réponses décisives aux questions des physiciens.

### Principaux résultats attendus
Au cours de la mission primaire, Euclid doit observer l'ensemble du ciel, hormis les régions du plan de l'écliptique et du plan galactique de la Voie lactée. Ces observations doivent couvrir une superficie de 15 000 degrés carrés et permettre d'observer en lumière visible des objectifs jusqu'à la magnitude apparente de 24,5. Des observations prolongées de régions limitées de l'espace (superficie totale 40 deg2) permettront d'observer des objets ayant une magnitude apparente de 26,5. Ces observations doivent permettre d'utiliser deux types de méthode :
- mesurer les effets de lentille gravitationnelle faible (WL) sur 1,5 milliard de galaxies situées en arrière plan (0 < z < 2), en évaluant la distorsion de leur forme et tout en mesurant leur décalage vers le rouge avec une précision de 0,05 (1+z) ;
- réaliser une cartographie dans les trois dimensions de 35 millions de galaxies avec un décalage vers le rouge compris entre 0,7 et 1,8 et une précision (1+z) de 0,001. Trois méthodes permettant d'évaluer l'énergie sombre peuvent être mises en œuvre à partir de ces données : la définition tri-dimensionnelle des grandes structures de l'Univers (toile cosmique) (GC), la mesure de la distorsion dans l'espace des décalages vers le rouge (RSD), l'étude des oscillations acoustiques baryoniques (BAO).

L'objectif final de la mission est de déterminer les paramètres de l'équation reliant la pression de l'énergie sombre à sa densité avec une précision de 2 % en ce qui concerne sa partie constante, et de 10 % pour la composante reflétant la variation éventuelle de cette pression dans le temps (c'est-à-dire liée au décalage vers le rouge). Avec ces paramètres, la théorie de la relativité générale pourrait expliquer l'Univers tel qu'il est observé en introduisant une constante cosmologique rendant compte du taux d'expansion de l'Univers et de la présence de la matière noire. Toutefois, cette équation resterait incompatible avec le modèle standard de la physique des particules. Par ailleurs, l'existence d'une variation significative du coefficient déterminant la pression de l'énergie sombre impliquerait soit l'existence d'un nouveau composant de l'énergie sombre, soit que la théorie de la relativité générale doit être revue, soit les deux.

### Autres résultats
Au-delà de son objectif principal, la mission Euclid doit permettre d'identifier dans le cadre de ses campagnes d'observation générales et de champ profond plusieurs milliards de nouveaux objets, qui constitueront de nouveaux objectifs pour les observatoires terrestres et spatiaux ALMA, JWST, E-ELT et TMT, et générer des synergies avec les données collectées par les observatoires LSST, Gaia, eRosita et Square Kilometre Array. Pour certains types d'objets, voici les estimations chiffrées des découvertes attendues de la part d'Euclid qui ont été effectuées (le chiffre entre parenthèses est le nombre d'objets connus en 2013) :
- mesure précise de la masse de galaxies ayant un décalage vers le rouge compris entre 1 et 3 : 200 millions (5 millions) ;
- galaxies massives ayant un décalage vers le rouge compris entre 1 et 3 : plusieurs centaines (plusieurs dizaines) ;
- galaxies faisant partie de groupes de galaxies ayant un décalage vers le rouge > 1 : 20 000 (1 000 ?) ;
- noyaux de galaxies actives ayant un décalage vers le rouge compris entre 0,7 et 2 : 10 000 (moins de 1 000) ;
- galaxies naines : 100 000 ;
- naines Y avec une température de 400 kelvins : quelques centaines (27 en 2019)[17] ;
- galaxies produisant une lentille gravitationnelle avec arcs et anneaux : 30 000 (1 à 100) ;
- quasars ayant un décalage vers le rouge supérieur à 8 : 30 (aucun).

## Stratégie d'observation

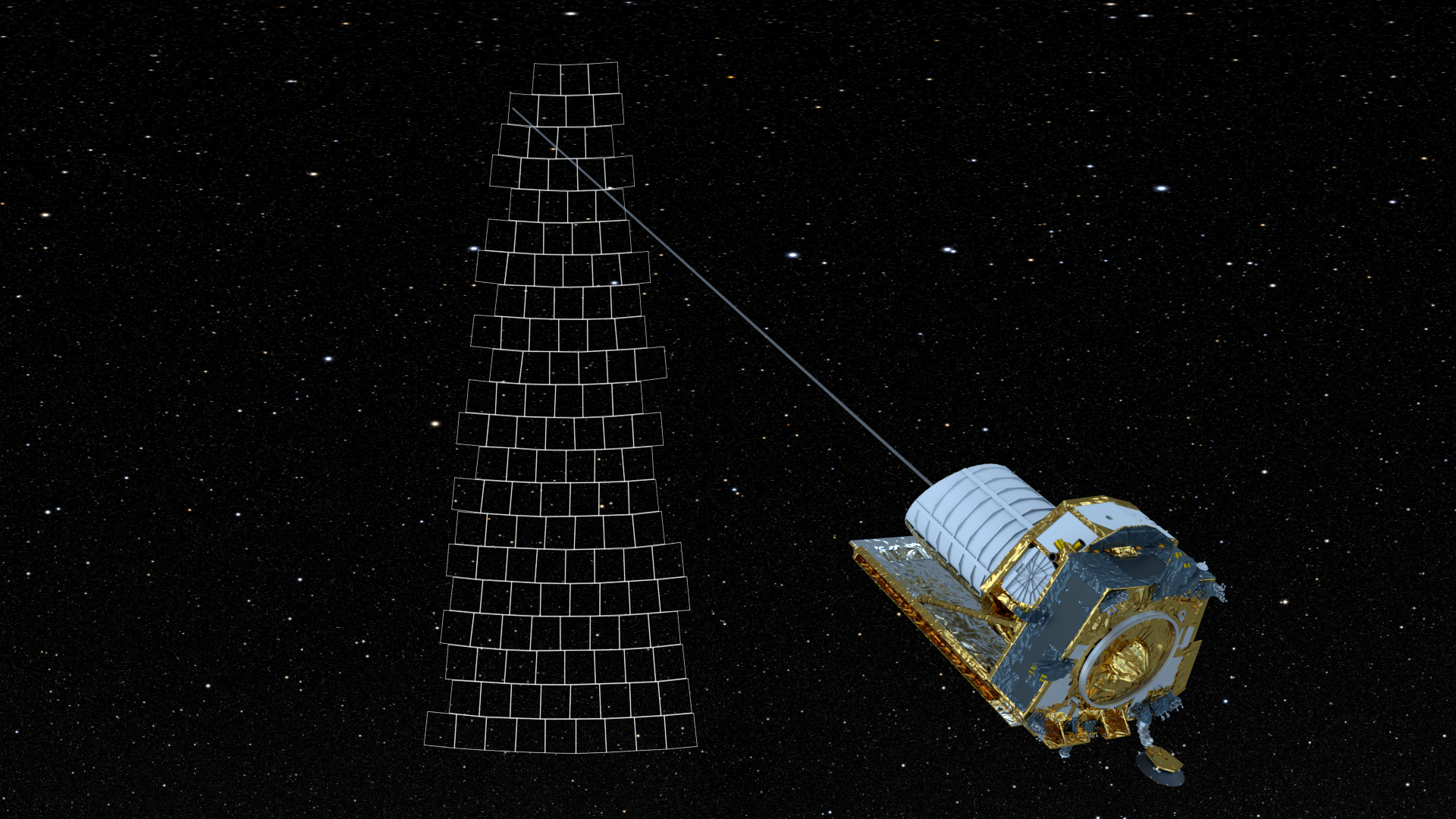
Le télescope spatial observe successivement des portions du ciel d'environ 0,5 degré carré (vue d'artiste).

Pour limiter les variations thermiques, Euclid effectue ses observations en pointant le télescope dans une direction perpendiculaire à celle du Soleil, en maintenant un angle compris entre +3° et +10° avec cette dernière. La région de l'écliptique est visible durant deux courtes périodes d'une semaine par semestre, tandis que les pôles de l'écliptique sont observables pratiquement en permanence. Chaque région de l'espace fait l'objet d'une séquence d'observations d'une durée de 4 362 secondes. Chacune de ces phases est elle-même subdivisée en quatre séquences de 973 secondes, durant lesquelles les deux instruments (spectrographe et imageur) fonctionnent ensemble durant 565 secondes, puis le spectrographe utilise ses différents filtres tandis que l'imageur, affecté par les vibrations de la roue à filtres, est désactivé. Une fois les quatre séquences achevées, le télescope est pointé vers une autre région de l'espace, dans le cadre d'une manœuvre qui dure au maximum 290 secondes. Une partie importante de la mission (environ six mois) est occupée par des opérations d'étalonnage.

## Caractéristiques techniques

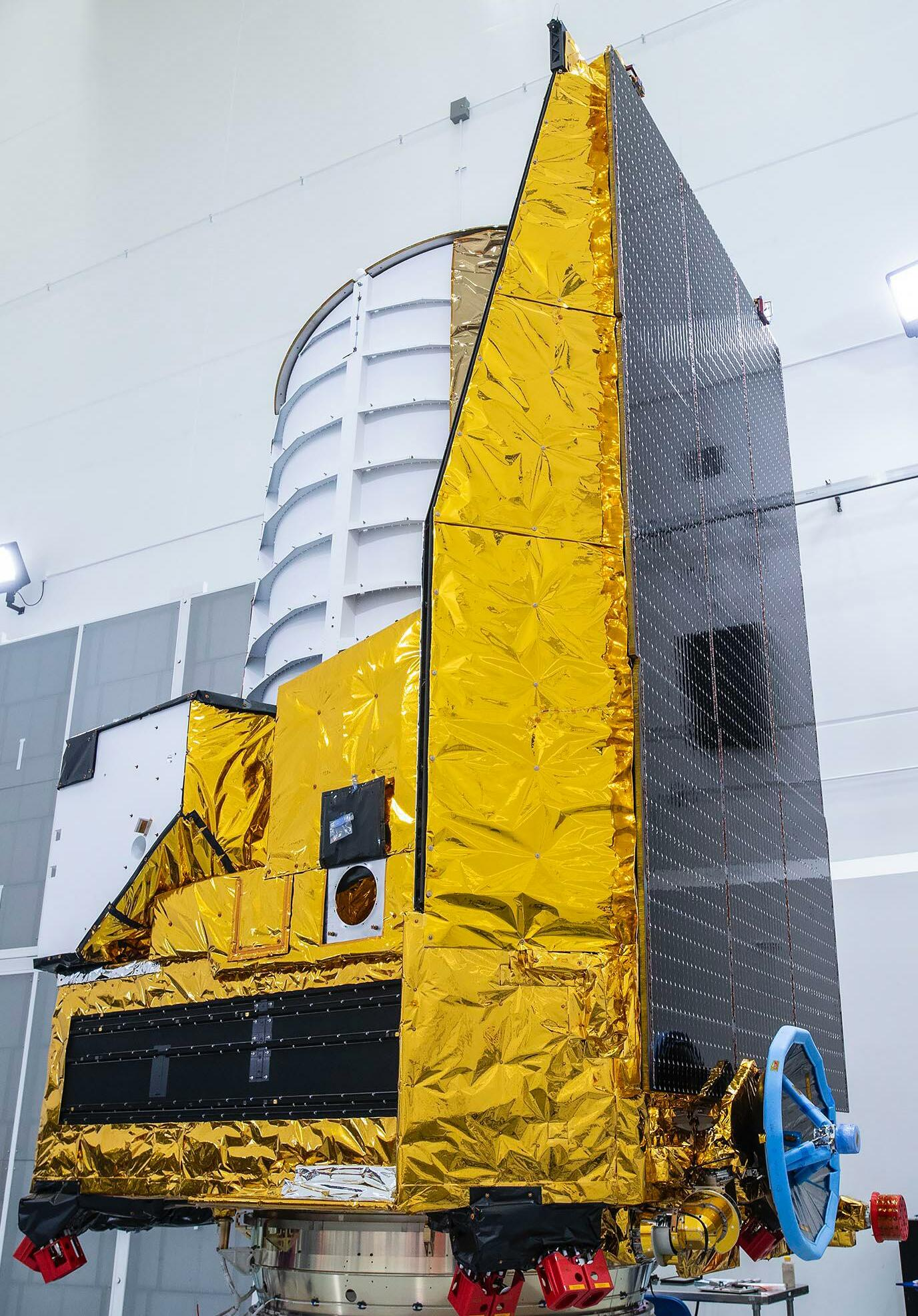
Euclid peu avant son lancement, en juillet 2023.

Pour effectuer ses observations, Euclid utilise un télescope qui, avec le module de service, forme un ensemble long de 4,5 mètres pour un diamètre de 3,74 mètres et dont la masse atteint 2,1 tonnes. Ces dimensions sont compatibles avec le volume intérieur disponible sous la coiffe des lanceurs Soyouz et Ariane 62. Euclid est composé de trois sous-ensembles : la plateforme, qui rassemble les équipements permettant à l'engin spatial de fonctionner (énergie, télécommunications, propulsion, contrôle de l'orientation, système de fixation sur le lanceur) et contient également une partie de l'électronique des instruments et la charge utile (Payload Module, PLM), elle-même formée, d'une part, de la partie optique et, d'autre part, des deux instruments (imageur et spectrographe) analysant le rayonnement collecté.

### Partie optique
La partie optique est constituée d'un télescope Korsch à trois miroirs, doté d'un miroir primaire (M1) de 1,2 mètre de diamètre, qui couvre un champ de 1,25 × 0,727 deg2. L'ensemble est maintenu à une température de 130 kelvins, avec une stabilité thermique inférieure à 50 millikelvins pour éviter les déformations mécaniques. La longueur focale est de 25,4 mètres. Le miroir secondaire M2 dispose de trois degrés de liberté et d'un système de correction d'inclinaison, pour permettre de tenir les performances attendues. Les miroirs et la structure qui les supporte sont réalisés en carbure de silicium, matériau caractérisé par son faible coefficient de dilatation thermique, sa rigidité et sa faible sensibilité aux rayonnements.

### Instruments
Euclid dispose de deux instruments, l'un pour la lumière visible (VIS) et l'autre pour le rayonnement infrarouge (NISP), qui sont chargés d'analyser la lumière collectée, pour permettre d'en déduire les propriétés morphométriques, photométriques et spectroscopiques des galaxies .

#### Imageur en lumière visible VIS
VIS (« Visible »)  est un imageur grand champ dont le détecteur est constitué par une mosaïque de 6 × 6 CCD e2v comportant 600 millions de pixels. Les détecteurs (gravure de 12 micromètres) optimisés pour la mission sont fournis par la société e2v. Celui-ci analyse le rayonnement en lumière visible (0,55–0,90 μm). Le plan focal a une superficie de 0,57 deg2, soit 180 fois celle de la caméra ACS du télescope Hubble. La résolution spatiale est d'environ 0,23 seconde d'arc (pixel de 0,1 seconde d'arc). Avec un temps de pose de 4 000 secondes, le rapport signal sur bruit est au minimum de 10 pour 1,5 milliard de galaxies dont la magnitude apparente est supérieure ou égale à 24,5. 
L'instrument est chargé de mesurer la déformation de l'image des galaxies et d'en déduire l'effet de lentille gravitationnelle généré par les grandes structures de l'Univers sur les galaxies éloignées. Ces informations fourniront des indications sur la distribution de la matière sombre dans l'Univers et comment celle-ci a évolué au cours des dix derniers milliards d'années.

#### Spectro-imageur infrarouge NISP
NISP (Near Infrared Spectrometer and Photometer) est un spectro-imageur dont le détecteur est composé d'une mosaïque de 4 × 4 détecteurs Teledyne H2RG sensibles au rayonnement en lumière proche infrarouge (1 à 2 μm) et comporte 65 millions de pixels qui couvrent chacun 0,7 seconde d'arc. L'instrument dispose de deux modes de fonctionnement. Comme photomètre (compteur de photons), il peut fonctionner avec trois filtres différents à large bande de fréquence : Y 900–1 192 nm, J 1 192–1 544 nm et H 1 544–2 000 nm. Comme spectrographe, il dispose de quatre grismes à basse résolution spectrale (R = 380 pour une source de 0,5 seconde d'arc de diamètre), qui permettent au choix la décomposition du spectre lumineux dans une bande spectrale située dans le rouge (1 250–1 850 nm) ou dans le bleu (920–1 250 nm). Le spectromètre est sans fente, c'est-à-dire que le spectre est « étalé » dans l'image, des superpositions étant possibles entre spectres de plusieurs étoiles proches. Pour pouvoir séparer les spectres trop proches, l'image est prise sous trois orientations différentes (0°, 90° et 180°).
Cet instrument doit permettre :
- d'estimer grossièrement, avec l'aide de photométrie visible à obtenir depuis le sol en parallèle avec la mission, le décalage vers le rouge, et donc la distance, de milliards de galaxies par la photométrie multi-couleur (redshift photométrique) ;
- d'exploiter un spectromètre qui analyse le spectre lumineux en proche infrarouge (1 à 2 μm) et mesure aussi la distance de millions de galaxies. Par rapport à la méthode par photométrie décrite ci-dessus, le nombre de galaxies ainsi étudiées est donc plus faible, mais, en contrepartie, la précision est dix fois meilleure. Cet instrument fournit également des données permettant de déterminer les oscillations acoustiques baryoniques.

### Plateforme

#### Architecture
La plateforme (Service Module, SVM) rassemble les équipements permettant à l'engin spatial de fonctionner (énergie, télécommunications, propulsion, contrôle de l'orientation), le système de fixation sur le lanceur, ainsi que la partie chaude de l'électronique des instruments. Elle est constituée d'une embase ayant la forme extérieure d'un hexagone irrégulier dont la partie centrale, de forme conique, s'interface avec le lanceur et la charge utile. Au cœur de la plateforme se trouvent le réservoir d'hydrazine (en position centrale) et quatre réservoirs d'azote en position périphérique. Les boîtiers des différents équipements sont fixés sur la face interne des cloisons latérales de la plateforme. Les équipements externes fixés sur la plateforme comprennent une antenne grand gain, trois antennes faible gain, les moteurs-fusées fonctionnant à l'hydrazine ou utilisant des gaz froids, et les capteurs solaires. La plateforme s'interface avec la charge utile (instruments et télescope) par l'intermédiaire de trois bipodes en fibre de verre comportant six points d'attache côté plateforme, répartis sur le pourtour de la structure conique de 2,25 mètres de diamètre, et trois points d'attache côté charge utile. Ce système de fixation permet d'éviter la transmission des déformations de la plateforme liées aux changements thermiques à la charge utile. La partie inférieure du cône central, d'un diamètre de 1,666 mètre, est constituée par l'adaptateur permettant de solidariser Euclid avec son lanceur.

Euclid vu sous deux angles (vue d'artiste)
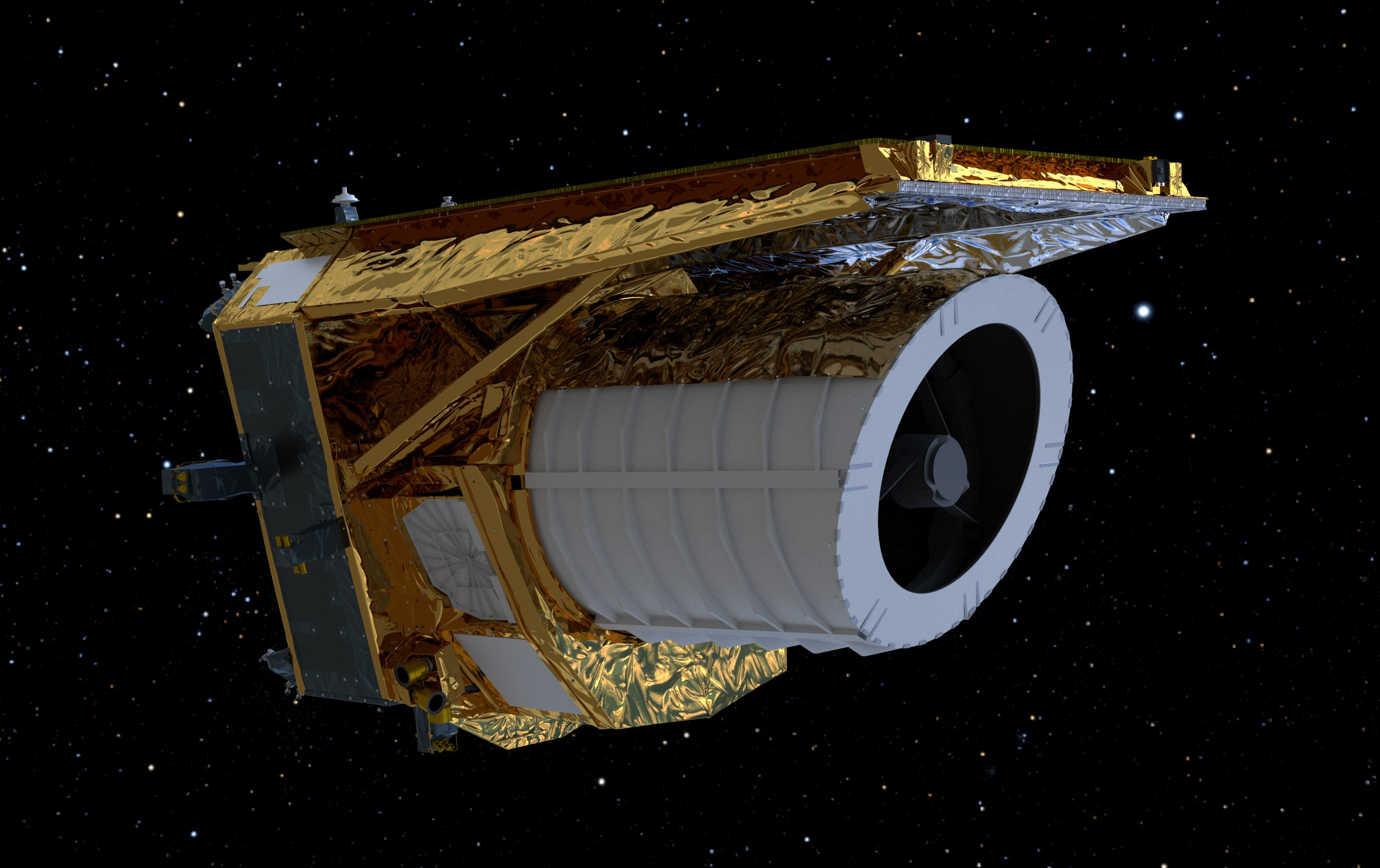
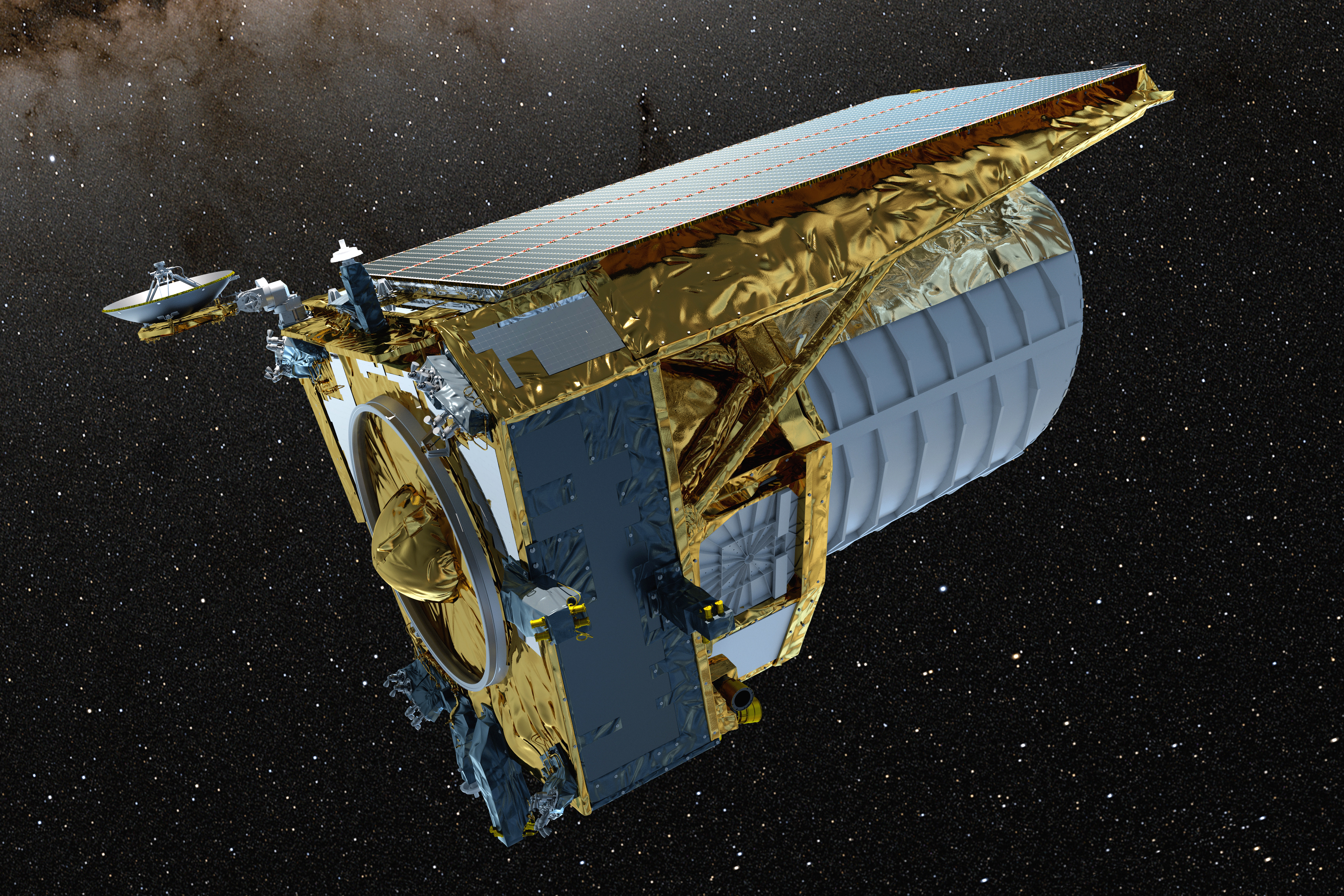

#### Isolation thermique

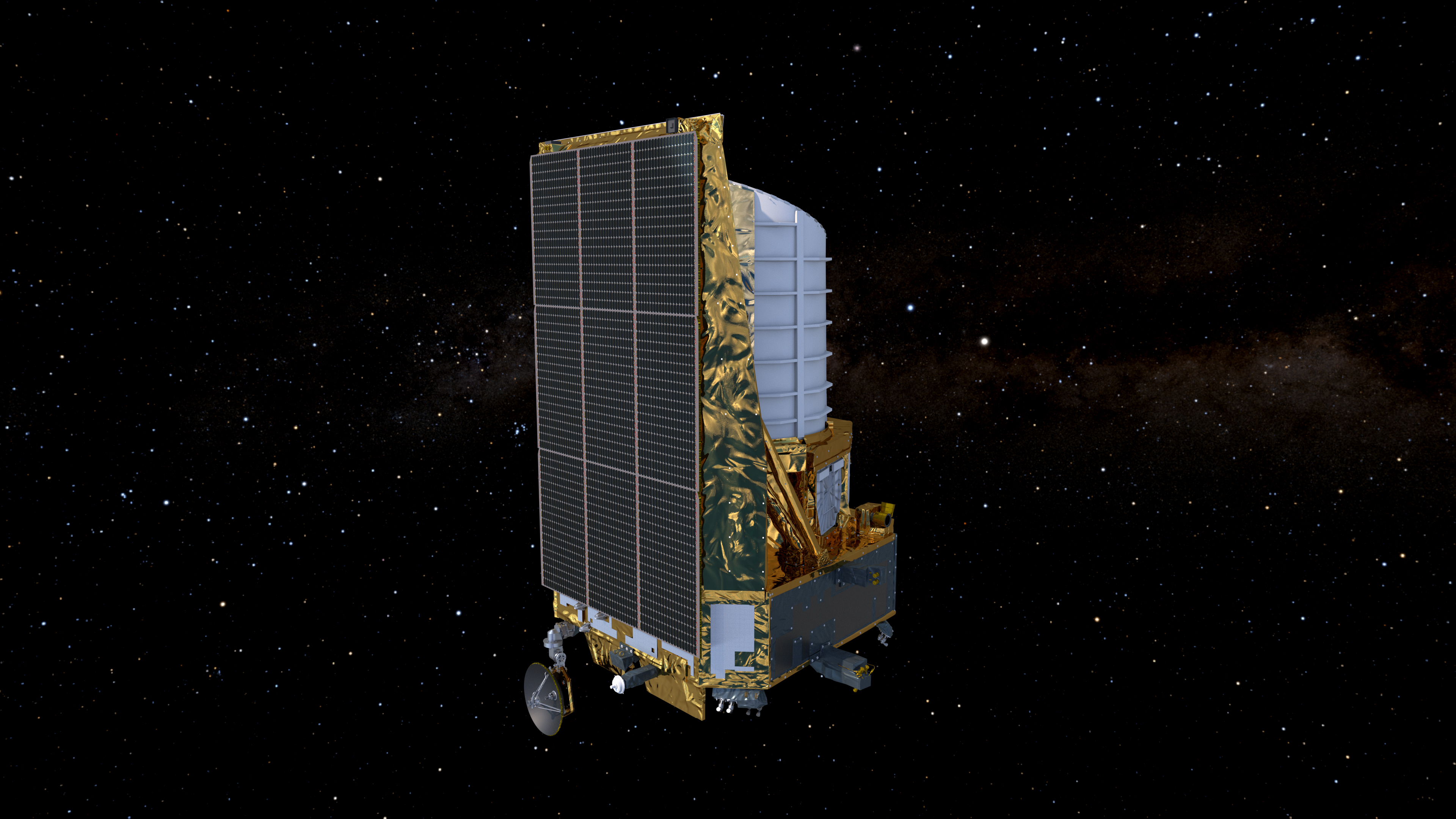
La pare-Soleil est également le support des panneaux solaires (vue d'artiste).

L'isolation est particulièrement soignée afin d'obtenir une grande stabilité thermique, nécessaire pour ne pas fausser l'alignement optique. Le pare-soleil (Sun Shield, SSH) place à l'abri du rayonnement solaire l'ensemble du télescope, et pour ce faire s'étend sur toute la longueur et la largeur de la face exposée à l'astre. Il repose sur une structure en polymère à renfort fibre de carbone, comportant deux longerons verticaux avec des raidisseurs transversaux et deux montants partant en oblique et s'appuyant sur la partie supérieure de la plateforme. La face externe du pare-soleil est recouverte de trois panneaux solaires identiques, dont la face interne est recouverte de kapton formant isolant thermique. Dans la partie supérieure du pare-soleil, trois déflecteurs d'une hauteur décroissante doivent réduire la lumière diffractée en direction du tube du télescope. De chaque côté du pare-soleil des panneaux en coin accroissent l'isolation thermique du plan focal de l'instrument VIS.

#### Contrôle d'attitude
La plateforme est stabilisée 3 axes, c'est-à-dire que son orientation est fixe dans l'espace. Le système de contrôle d'attitude maintient l'orientation du télescope pointé vers son objectif, avec une précision inférieure à 75 millisecondes d'arc. La mesure de l'orientation a recours à une centrale à inertie, trois viseurs d'étoiles et un système de guidage fin utilisant des étoiles guides dont la position est relevée à l'aide de quatre détecteurs CCD placés dans le plan focal de l'imageur VIS. Les écarts de pointage sont corrigés à l'aide de propulseurs à gaz froid (deux groupes de six propulseurs expulsant de l'azote, capables de fournir des poussées de l'ordre du micronewton. Quatre roues de réaction (dont une de rechange) sont utilisées pour corriger les écarts de pointage importants (50 à 100 secondes d'arc) et réorienter le télescope vers d'autres régions de l'espace. Euclid emporte environ 70 kilogrammes d'azote sous pression, ce qui est suffisant pour une durée de sept ans avec une marge d'erreur de 100 %.
Les corrections d'orbite et le contrôle d'attitude durant les phases de la mission non scientifiques (transit entre la Terre et le point de Lagrange, corrections d'orientation mensuelles, mise en orbite cimetière en fin de vie) sont effectuées avec deux ensembles redondants de dix moteurs-fusées d'une poussée unitaire de 20 newtons consommant de l'hydrazine. Celle-ci est stockée dans un réservoir d'une capacité de 137,5 kg.

#### Énergie
L'énergie électrique est fournie par trois panneaux solaires fixés sur le pare-soleil et qui produisent entre 1 780 et 2 430 watts. Cette valeur varie en fonction de l'orientation du télescope, et au fur et à mesure du vieillissement des cellules solaires. Les batteries, qui ne sont nécessaires que durant le lancement, sont dimensionnées de manière à fournir 419 watts.

#### Télécommunications
Le système de télécommunications est fortement sollicité, car le volume quotidien de données transférées est de 850 gigabits : il utilise la bande Ka qui permet d'envoyer les données scientifiques avec un débit de 55 mégabits par seconde durant des vacations d'une durée de quatre heures par jour, lorsque la station de Cebreros dotée d'une antenne parabolique de 35 mètres est dans la ligne de visée. Euclid doit disposer d'une capacité de stockage d'au moins 300 gigaoctets,.

## Déroulement de la mission

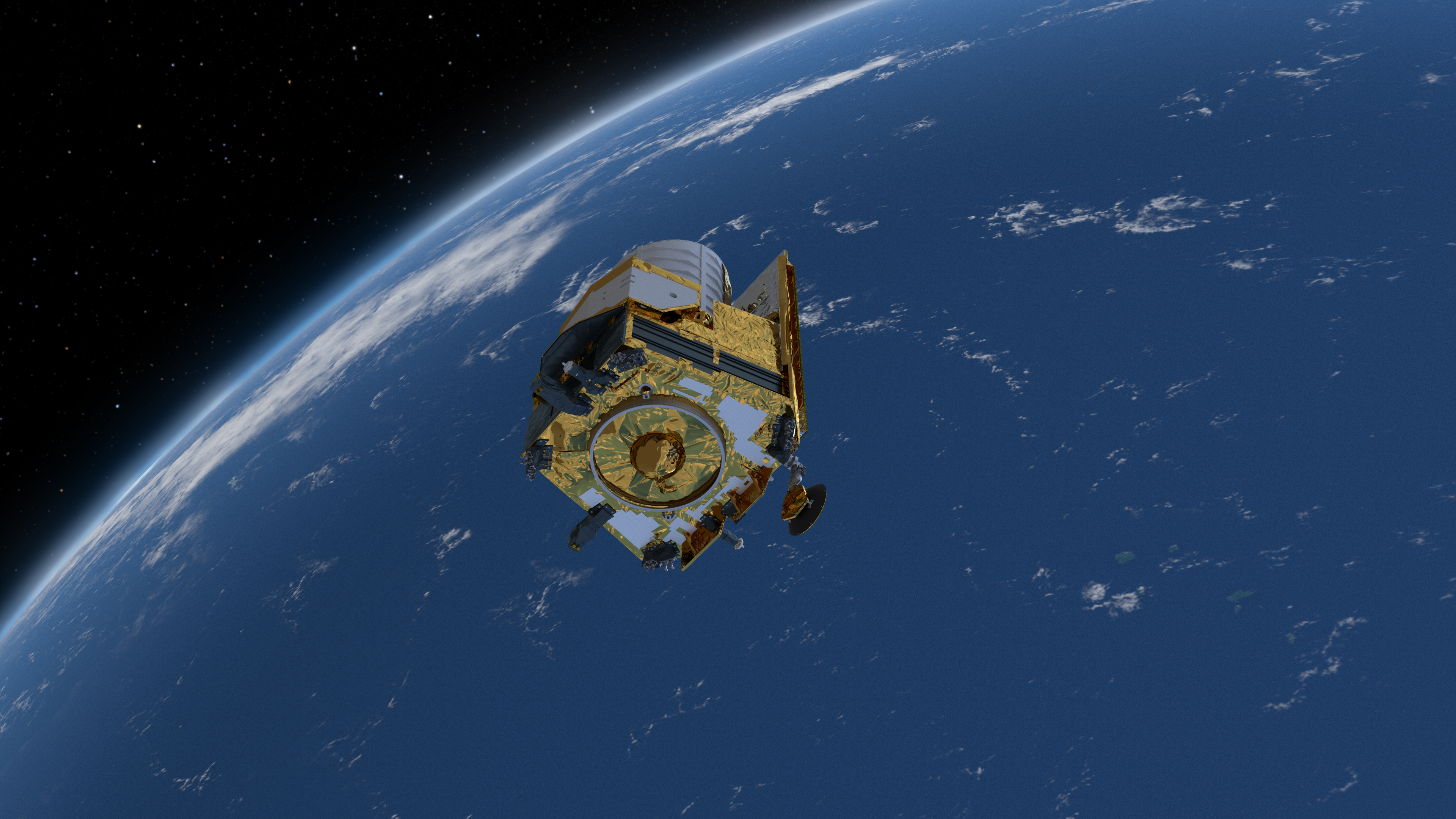
Le télescope spatial en transit vers le point de Lagrange (vue d'artiste).

### Lancement et transit vers le point de LagrangeL2(juillet 2023)
Le télescope spatial Euclid est placé en orbite le 1er juillet 2023 par le lanceur spatial Falcon 9, qui décolle de la base de lancement de Cap Canaveral en Floride (États-Unis). Le 3 juillet 2023, l'engin spatial est placé sur une trajectoire qui doit l'amener à sa destination située à 1,5 million de kilomètres de la Terre. Durant ce transit, le télescope est progressivement refroidi et, deux semaines après avoir décollé de Floride, il atteint sa température de fonctionnement. Euclid arrive à sa destination deux semaines plus tard. Il est placé sur une orbite de Lissajous de grande amplitude (environ un million de kilomètres) autour du point de Lagrange L2 du système Soleil-Terre,. 

### Découverte d'anomalies durant la phase de vérification en vol des systèmes (octobre 2023)
Il était prévu que le fonctionnement des instruments et des sous-systèmes soit vérifié sur une période de deux mois, mais cette phase de recette s'avère plus mouvementée que prévu. Le système de guidage FGS, qui permet de déterminer la position des étoiles de référence et qui joue un rôle central dans le pointage du télescope, ne fonctionne pas. Cette anomalie, due à une sous-estimation de l'impact des particules du vent solaire et des rayons cosmiques, peut être corrigée par la mise à jour du logiciel associé à cet équipement. Mais une anomalie nettement plus difficile à corriger affecte 10 % des images produites par l'instrument VIS : sous un certain angle par rapport au Soleil, la lumière de l'astre est réfléchie par une pièce d'un des propulseurs de l'engin spatial et frappe le plan focal du télescope. Les conséquences de cette anomalie, qui contraint l'agence spatiale à revoir sa stratégie d'observation, étaient en cours d'évaluation début novembre 2023. Néanmoins, les premières images sont publiées le 7 novembre 2023.

### Déroulement des opérations (2023-2029)
Au cours de sa mission, qui doit durer au minimum six ans, Euclid doit observer environ 15 000 degrés carrés, soit à peu près un tiers de la voûte céleste située à l'opposé de la Voie lactée. À ce relevé devraient s'ajouter des observations environ dix fois plus profondes pointant vers deux champs situés près des pôles écliptiques et couvrant chacun 20 degrés carrés. Il est prévu qu'ils soient visités régulièrement pendant toute la durée de la mission, afin de servir de données d'étalonnage et de contrôle de stabilité des performances du télescope et des instruments, ainsi que de données scientifiques pour l'observation des galaxies et des quasars les plus lointains de l'Univers.
Pour les mesures photométriques du décalage vers le rouge des galaxies sources des lentilles gravitationnelles, les données du télescope Euclid doivent être complétées par la photométrie dans au moins quatre bandes spectrales du domaine visible. Elle devra être obtenue avec des télescopes terrestres opérant dans les hémisphères nord et sud, de façon à couvrir la totalité des 15 000 degrés carrés observés au cours de la mission. Au total, pour chaque galaxie observée avec Euclid, les scientifiques devrait disposer d'information photométrique dans au moins sept bandes spectrales différentes couvrant entièrement la plage spectrale allant de 460 à 2 000 nm.
Environ 10 milliards de sources astronomiques devraient être observées par Euclid. Pour plus d'un milliard d'entre elles, la déformation gravitationnelle devra être mesurée avec une précision 50 fois meilleure que ce qu'il est possible d'obtenir avec les télescopes terrestres. Il est prévu qu'Euclid détermine les décalages spectraux de 50 millions d'entre elles.

## Traitement des données scientifiques
Durant les six années d'observation de la mission primaire, l'observatoire Euclid doit collecter plus de 500 000 images et spectres électromagnétiques en lumière visible et proche infrarouge. Avec les données collectés par les observatoires terrestres, c'est plusieurs millions d'images représentant 30 pétaoctets de données qui doivent être traitées. L’hétérogénéité des données mélangeant sources terrestres et spatiales et les caractéristiques variables des observatoires terrestres mobilisés ainsi que les volumes à manipuler font du traitement au sol la partie la plus complexe du projet et représentent 50 % du coût du projet. Ce traitement est réalisé conjointement par l'Agence spatiale européenne et le consortium Euclid.
L'Agence spatiale européenne est chargée de contrôler la trajectoire et le fonctionnement général de l'engin spatial via la collecte des télémesures et l'envoi de commandes, de collecter les données scientifiques et de les stocker sous forme brute et finalisée pour leur mise à disposition de la communauté scientifique. Cet ensemble de fonctions constitue l'OGS (Operation Ground System). Les communications entre la Terre et l'engin spatial se font à travers le réseau d'antennes paraboliques de l'Agence spatiale européenne. Le centre de contrôle d'Euclid est le Centre européen des opérations spatiales et les données sont stockées sous format brut et traitée au Centre européen d'astronomie spatiale.
Le Consortium Euclid est un consortium européen formé pour le projet et regroupant plus de 1 500 personnes, dont 900 chercheurs (astrophysique, cosmologie, physique des particules, physique théorique), réparties dans plus de 200 laboratoires de 16 pays (Allemagne, Autriche, Belgique, Danemark, Espagne, Finlande, France, Italie, Norvège, Pays-Bas, Portugal, Roumanie, Royaume-Uni, Suisse, Canada et États-Unis). Le consortium est responsable de la construction des deux instruments, de l'élaboration et de la mise en œuvre de la chaîne de traitement et de l'analyse des données recueillies, et enfin de leur interprétation scientifique. Les laboratoires du consortium sont financés par les agences spatiales nationales, qui garantissent les engagements de chaque pays, et par leurs structures nationales de recherche (agences de recherche, observatoires ou universités). Ces soutiens apportent des moyens en complément de ceux de l'Agence spatiale européenne et représentent environ 30 % du coût total de la mission[réf. souhaitée].
Par leur volume, leur diversité (sol et espace, visible et infrarouge, morphométrie, photométrie et spectroscopie) et les niveaux de précision des mesures requis, le traitement et l'analyse des données de la mission Euclid demandent un soin et un effort considérables qui en font un élément critique de succès. L'Agence spatiale européenne, les agences nationales et le Consortium Euclid s'attachent des compétences en algorithmique, dans le développement, les tests et la validation des logiciels, ainsi que dans des infrastructures de calcul, d'archivage et de distribution des données. Au total, neuf centres de calcul, répartis parmi les pays membres du consortium, devraient traiter au moins dix pétaoctets d'images brutes sur une période de dix ans pour produire aux environs de 2028 une base de données d'images et de catalogues mise en ligne pour la communauté scientifique[réf. souhaitée].
Par son immense couverture céleste et ses catalogues de milliards d'étoiles et de galaxies, l’intérêt scientifique des données de la mission dépasse le cadre de la cosmologie. Cette base de données devrait abonder en sources l'ensemble de la communauté astronomique mondiale pour des décennies et constituer un réservoir d'objets astronomiques nouveaux pour des observations par les télescopes JWST, l'E-ELT, le TMT, ALMA, SKA ou LSST.

## Galerie de photos prises par Euclid

Premières photos diffusées le 7 novembre 2023
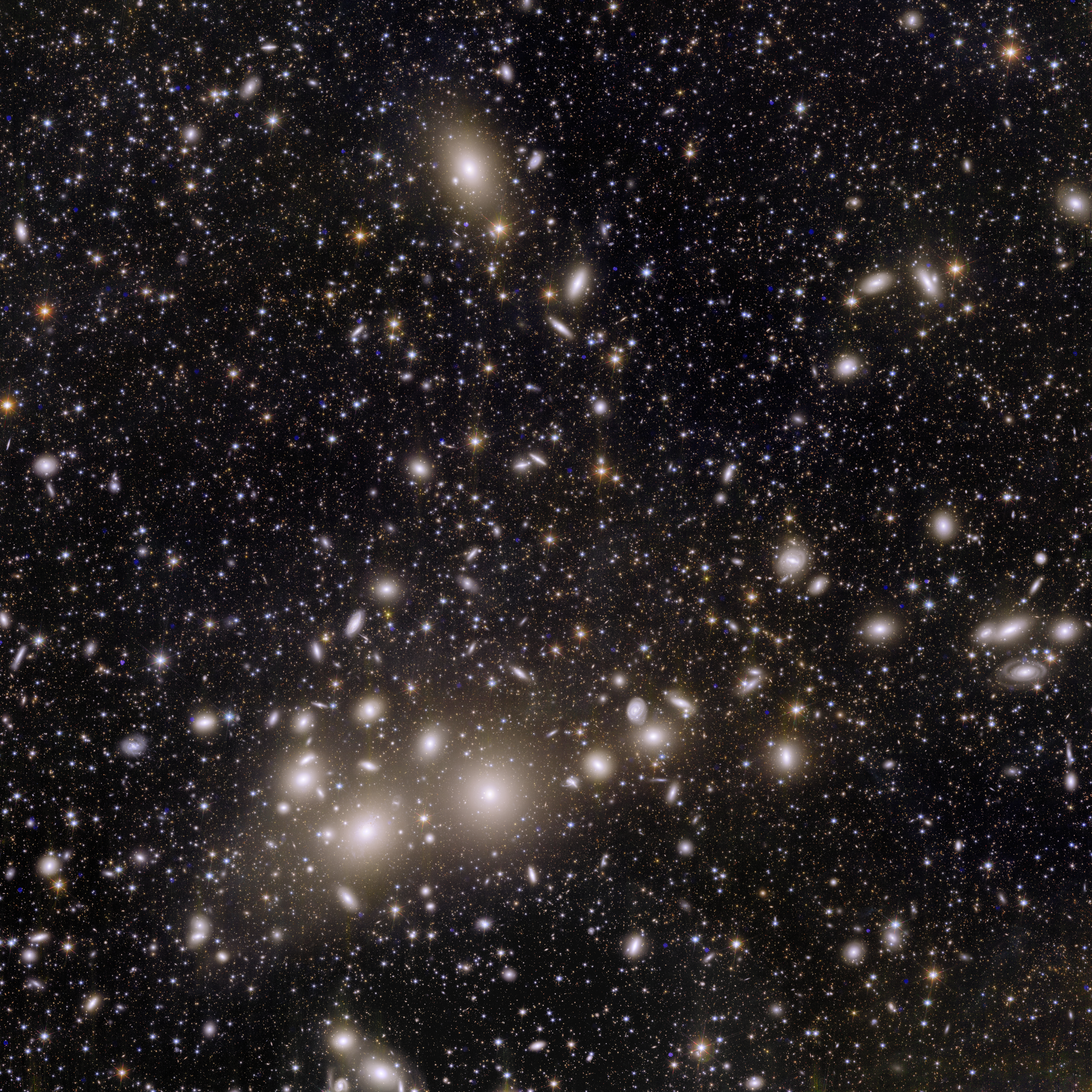
Amas de Persée, qui regroupe environ 190 galaxies.
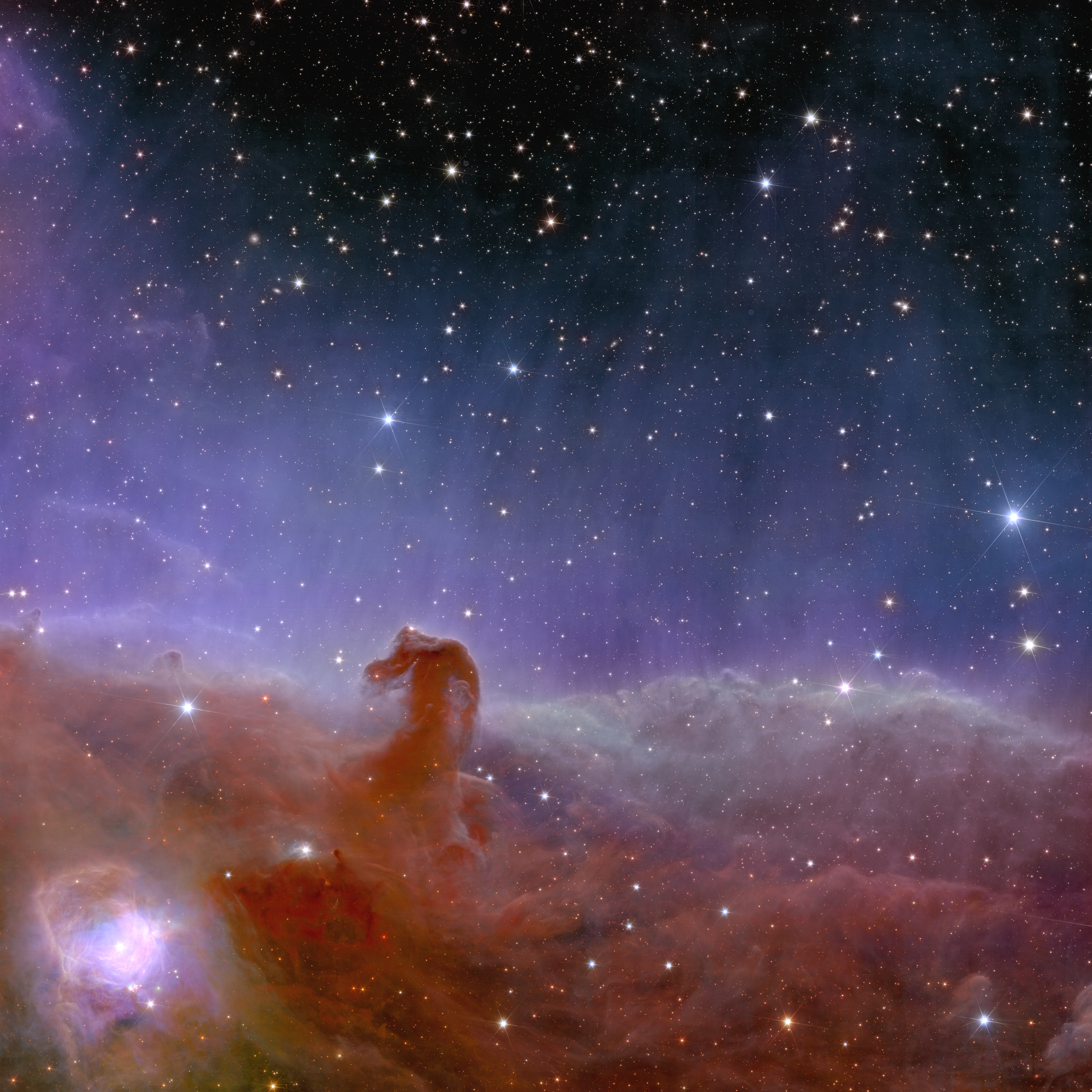
Nébuleuse de la Tête de Cheval.
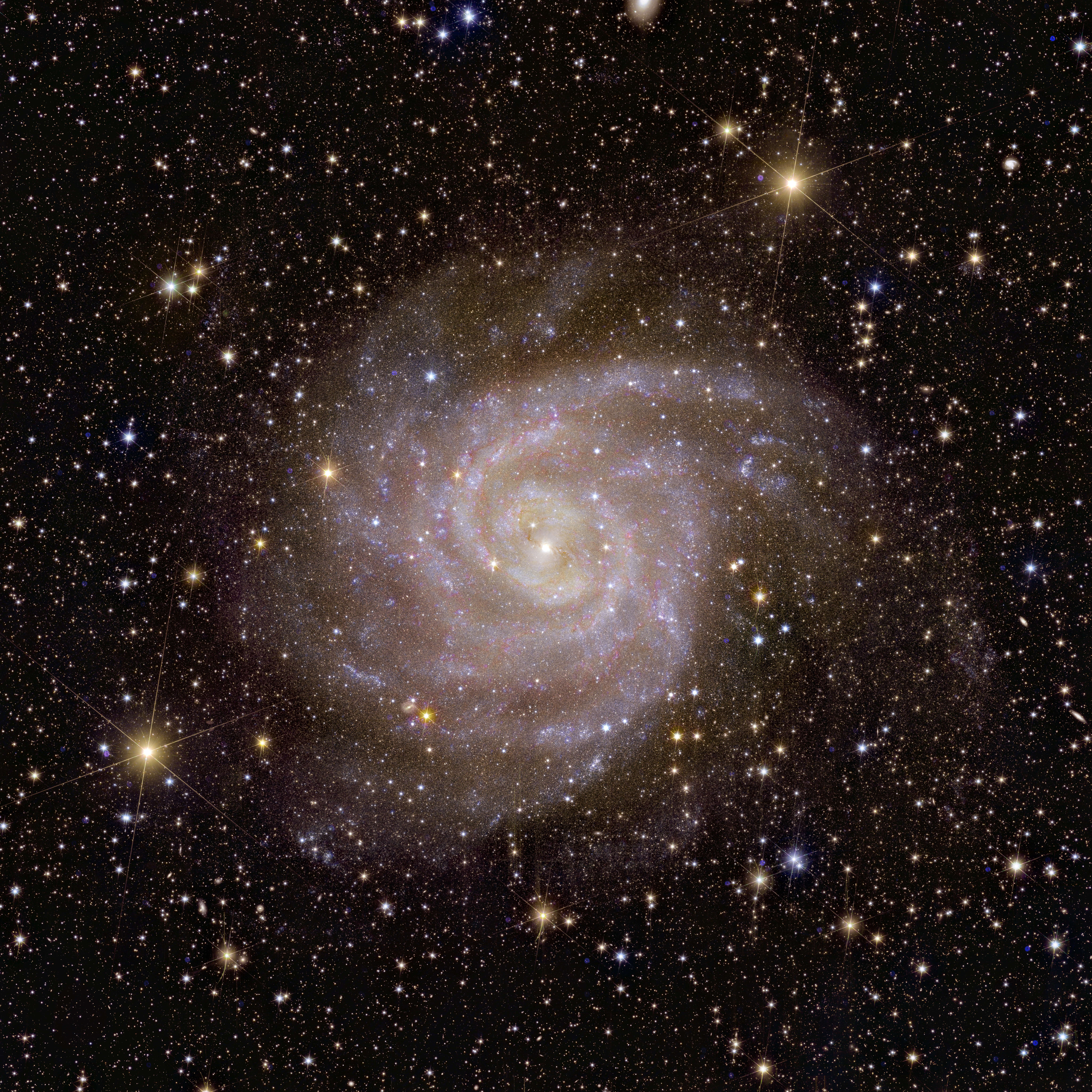
Galaxie spirale IC 342.
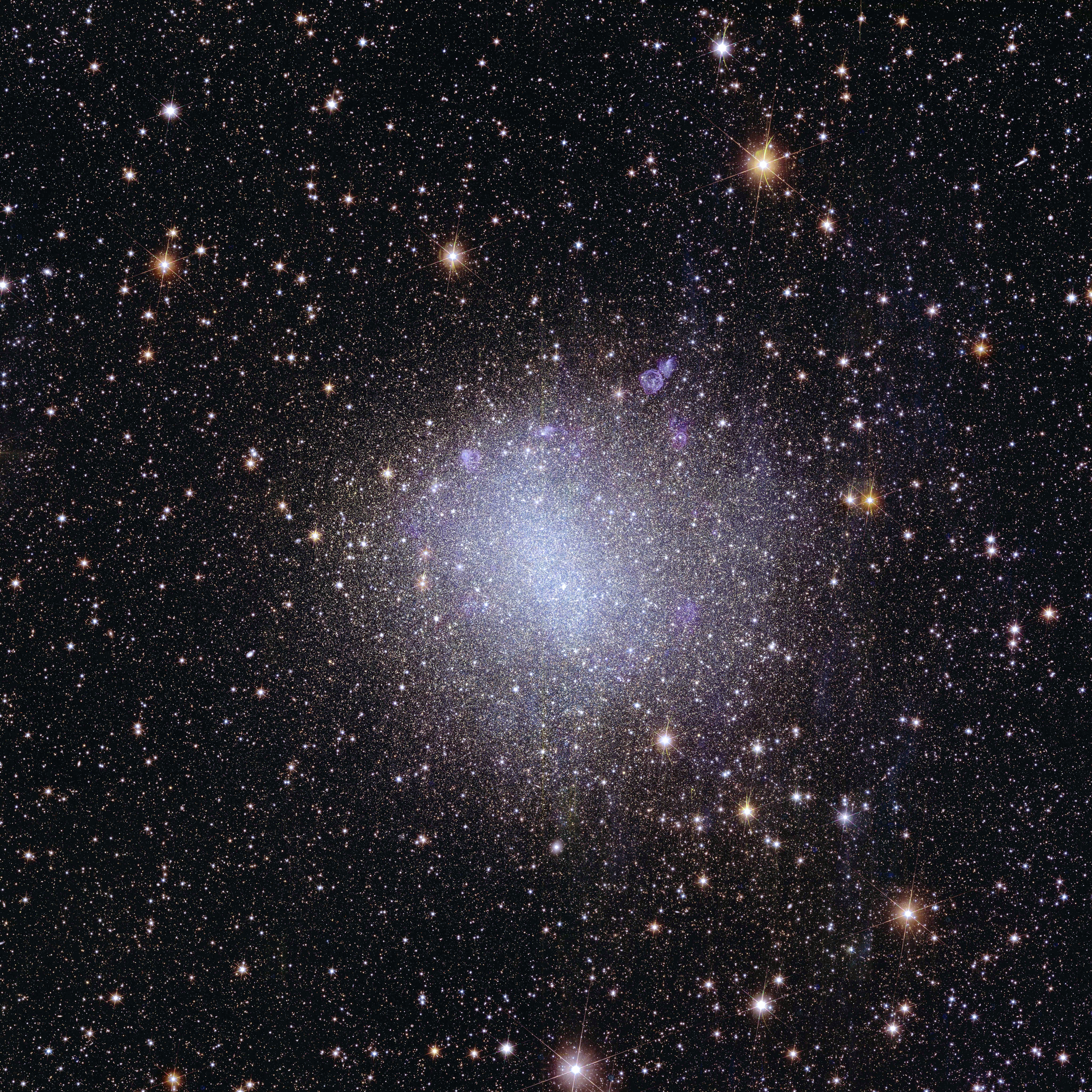
Galaxie naine irrégulière NGC 6822 (1,6 million d'années-lumière de la Terre).